# Industriële kunst
Industriële kunst is een studierichting in de hogere graad van het kunstsecundair onderwijs met focus op techniek en vormgeving. Vroeger werd ze vergeleken met een opleiding tot technisch tekenaar, maar sinds de automatisering van de (technische) tekenprogramma's zoals AutoCAD, Solidworks of ander 3D CAD is een evolutie ingezet naar een meer artistieke vorming in dienst van de industriële vormgeving. Leerlingen leren probleemoplossend denken om de nood voor mens, maatschappij en planeet op te lossen. Leerlingen werken via projecten en praktijkopdrachten aan een eigen ontwerpstijl.
Door de modernisering van het onderwijs sinds 2018, zal Industriële Kunst concorderen met de richting Architectuur, Interieur & Design. Dit wordt doorgevoerd vanaf 2024 en zal dan hervormd worden naar de studierichting Design.
Deze studierichting wordt ingericht in de Kunsthumaniora Hasselt, het Atlas College Kunst en Vormgeving te Genk, het Sint-Lucas kunstsecundair in Antwerpen, Kunst en Creatie Kortrijk en het Imelda-Instituut in Brussel.